# Bispmotala
Bispmotala eller som det tidigare kallades Biskopsmotala (Biskops Motala) var en by i det medeltida Motala och en gård samt en kungsladugård i Motala socken i Östergötland.

## Biskopsgård, kloster- och kronohemman
Bispmotala omtalas första gången den 29 september 1374 då Kristin Ormsdotter sålde en attung jord i Biscops Motalom till Vadstena kloster för att kunna lösa ut sin make Brynolf ur fångenskapen. Bispmotala var under medeltiden en av tre byar i Motala. De andra var Motala Norra By och Motala Södra By. Bispmotala kan redan under 1300-talet antas ha tillhört biskopen eftersom namnet är belagt från denna tid.
Enligt lantmätare Johan Larsson Groths karta 1635-1637 bestod Biskops Motala av Motala kyrka (nära Klockaregården i Motala norra by) och långt från kyrkan prästgården, två kronohemman och det skattköpta kronohemmanet Vara.

## Vara gård och by
Redan innan Bispmotala omtalas i de medeltida diplomen uppträder gården eller byn Vara i materialet. År 1369 bytte Östergötlands lagman och Stockholms fogde, riksrådet Bo Jonsson (Grip) till sig Vara av riddaren och lagmannen i Uppland Karl Ulfsson. Genom ett större byte 1383 mellan Bo Jonsson och Vadstena kloster kom Vara i klostrets ägo. Ytterligare jord i "byn" Vara (Varu byy) skänkte och sålde riddaren Mats Gustavsson 1409 till Vadstena kloster. Enligt Vadstena klosters jordebok år 1500 ägde klostret två gårdar i Biskops Mothala och en gård i Vara.
Att Vara var en viktig plats i trakten framgår också av att den vik av Vättern vid vars norra strand Bispmotala är beläget ännu in på 1900-talet kallades Varviken, senare ersatt med Motalaviken. Omvänt omdöptes Sandviken, vid vilken Nordens största insjöbad ligger, till Varamoviken. Badet heter Varamobaden.

## Stenlagd väg från järnåldern och medeltiden
Vid utgrävningar inför att riksväg 50 fick en ny sträckning genom Motala påträffades en betydligt äldre väg i närheten av den medeltida byn Bispmotala.  Enligt äldre kartor fortsatte vägen till Vara och vidare norrut där den anslöt till den gamla nord-sydgående landsvägen genom Motala. Vid Bispmotala fann arkeologerna tre generationer av samma väg, den äldsta från romersk järnålder (0-400 år e.Kr.), de andra från 1040-1220 respektive 1430-1630 e.Kr. På några ställen hittades tydliga hjulspår i vägarna.

## Kungsladugård, säteri och återigen Kungsladugård
År 1552 inrättade Gustav Vasa en kungsladugård i Bispmotala by. Bispmotala förlänades 1627 till kapten Mårten Hemmingsson, 1647 adlad Lindeberg (död 1652). Gården ärvdes av dottern Margareta som före 1660 lät göra den till säteri. Hon gifte sig därefter med Johan Ankarfjell. Samma år, 1683, som denne avled drogs Bispmotala in till kronan och blev återigen kungsladugård under Vadstena slott tillsammans med ett annat kronohemman i samma by samt skattehemmanet Vara och prästgården i Motala socken. Margareta Lindeberg fick på livstid arrendera kungsladugården.

## Arrendatorer av Bispmotala kungsladugård
- Margareta Lindeberg (död 1703, gift med Johan Ankarfjell)
- överste Anders Wennerstedt som även ägde Sörby i Varvs socken
- häradshövding Carl von Rudbeck på Lindenäs i Motala socken
- major Johan Henrik Schildt
- landshövdingen i Östergötland och presidenten i kammarkollegium Erik Gammal Ehrenkrona
- änkan Lena Ehrenstråle
- riksrådet Carl Gustaf Gammal Ehrenkrona
- hovstallmästare Erik Philip Gammal Ehrenkrona
- kammarherre G M Fleetwood på Karshult.

## Bispmotalas uppdelning
Efter Fleetwoods konkurs omkring 1830 (skatteköptes) Bispmotala gård och förvaltades gården av Ekplanteringsstyrelsen till 1862. Till gården hörde då bland annat nitton torp. År 1862 delades Bispmotala upp i flera enheter, av vilka en del senare blev stadsdelar i Motala, bland annat Gustavsvik, Marieberg, Råssnäs, Agneshög och Zederslund.